# Gradur
Gradur, pseudonimo di Wanani Gradi Mariadi (Roubaix, 28 novembre 1990), è un rapper francese di origine congolese.

## Biografia
Wanani Gradi Mariadi cresce tra Hem e Roubaix, in una famiglia di origine congolese.
Nel 2014 comincia una serie di freestyle dal titolo Sheguey. Acquista notorietà grazie a Booba, che ricondivide uno dei suoi freestyle. Nell'ottobre dello stesso anno pubblica gratuitamente il suo primo mixtape Sheguey Vara, superando i 100.000 download.
Il suo primo album in studio, intitolato L'Homme au bob, viene reso disponibile il 23 febbraio 2015, ed è arricchito da collaborazioni con rapper come Alonzo, Niro, Lacrim e Kayna Samet, nonché artisti statunitensi del calibro di Chief Keef e i Migos. L'album viene certificato oro tre giorni dopo l'uscita, e si piazza al primo posto della classifica francese al termine della settimana. Nel novembre successivo pubblica Sheguey Vara 2, contenente 30 tracce e le collaborazioni di Lacrim, Jul, Nekfeu, Soprano e Black M tra gli altri, che ottiene il disco di platino.
L'anno successivo è la volta del secondo album, Where is l'album de Gradur, che viene certificato anch'esso platino in meno di un anno. Nei due anni successivi la sua attività si riduce, per tornare il 29 novembre 2019 con l'album Zone 59, composto da 20 tracce con la partecipazione di Ninho, Niska, Heuss l'Enfoiré, Naza, Koba LaD, Dadju, Gims e Alonzo. Dopo alcuni anni caratterizzati soltanto da sporadiche collaborazioni, nel 2024 pubblica il singolo Ti ti ti, con SDM e Rsko.

## Discografia

### Album in studio
- 2015 – L'homme au bob
- 2016 – Where Is l'album de Gradur
- 2019 – Zone 59

### Mixtape
- 2014 – ShegueyVara
- 2015 – ShegueyVara 2

### Singoli
- 2018 – Sheguey 12
- 2019 – Voyou
- 2019 – Rari
- 2019 – Sheguey 13
- 2019 – Ne reviens pas (con Heuss l'Enfoiré o con Dardan)
- 2020 – Pas assez
- 2020 – Trucs de choses (con Franglish)
- 2021 – Mon ami (con Negrito)
- 2023 – Mon BB (con Hamza)
- 2024 – Ti ti ti (con SDM e Rsko)
- 2025 – Resta du ghetto
- 2025 – 10 ans d'âge (con Timal e Leto)
- 2025 – Free Congo (con Ninho, Damso, Josman, Youssoupha e Kalash Criminel)